# П'єр Бенгтссон
П'єр Бенгтссон (швед. Pierre Bengtsson, нар. 12 квітня 1988, Кумла) — шведський футболіст, захисник клубу «Юргорден» та національної збірної Швеції.
Триразовий чемпіон Данії. Дворазовий володар Кубка Данії. 

## Клубна кар'єра
Народився 18 червня 1988 року в місті Кумла. Вихованець юнацьких команд футбольних клубів «Кумла» та АІК.
У дорослому футболі дебютував 2006 року виступами за команду клубу АІК, в якій провів три сезони, взявши участь у 43 матчах чемпіонату. Частину 2007 року провів в оренді у клубі «Весбю Юнайтед».
Привернув увагу представників тренерського штабу данського «Нордшелланда», до складу якого приєднався 2009 року. Відіграв за команду з Фарума наступні два сезони своєї ігрової кар'єри.
До складу клубу «Копенгаген» приєднався 2011 року. В листопаді 2014 звідти перейшов до складу німецького «Майнц 05», але вже через два роки повернувся до «Копенгагена».
До складу клубу «Вайле» приєднався 2021 року на правах оренди. Станом на 26 лютого 2021 року відіграв за команду з Вайле 3 матчі в національному чемпіонаті.

## Виступи за збірні
2003 року дебютував у складі юнацької збірної Швеції (U-17), загалом на юнацькому рівні взяв участь у 9 іграх, відзначившись одним забитим голом.
Протягом 2007–2010 років залучався до складу молодіжної збірної Швеції. На молодіжному рівні зіграв у 20 офіційних матчах, забив 1 гол.
2011 року дебютував в офіційних матчах у складі національної збірної Швеції. Надалі регулярно отримував виклики до національної команди, проте був у її складі гравцем ротації. Уперше був включений до її заявки на великий міжнародний турнір лише у травні 2021 року, та й то лише через травму Мартіна Ульссона, якого змінив у заявці на Євро-2020.

## Титули і досягнення
- Чемпіон Данії (3):

«Копенгаген»: 2010-11, 2012-13, 2018-19
- Володар Кубка Данії (2):

«Норшелланн»: 2009-10
«Копенгаген»: 2011-12